# Säulingssee
Der Säulingssee (nach anderer Schreibweise auch Seulingssee) ist ein ehemaliger See in einer Subrosionssenke im nordosthessischen Landkreis Hersfeld-Rotenburg. Das an der Landesgrenze zu Thüringen liegende Gebiet wird durch Feuchtbiotope geprägt: Kleinflächig wechseln sich feuchte Wiesen, brachgefallenes Grünland, Baumgruppen, Gehölze, Hochstaudenfluren und Teiche ab. Die im Gebiet vorhandenen Gewässer besitzen bemerkenswerte Vorkommen stark gefährdeter, regional verschollener oder vom Aussterben bedrohter Wasserpflanzen.
Umgeben wird der Bereich vollständig von landwirtschaftlich ungenutztem Land und einem umlaufenden Graben. Der für seltene und bestandsgefährdete Pflanzengesellschaften, Amphibien und Vogelarten zum Lebensraum gewordene Bereich wurde im März 1984 zum Naturschutzgebiet erklärt und später, mit gleichen Gebietsgrenzen und Erhaltungszielen, als Flora-Fauna-Habitat-Gebiet Teil des europäisch vernetzten Schutzgebietssystems „Natura 2000“.

## Lage
Das Naturschutzgebiet „Säulingssee“ liegt in der Gemarkung des Ortsteils Kleinensee der Stadt Heringen (Werra) im Landkreis Hersfeld-Rotenburg. Nördlich und westlich grenzt es an Großensee im thüringischen Wartburgkreis. Das Schutzgebiet befindet sich in einer der osthessischen Subrosionssenken, die durch Auslaugung von Zechsteinsalzen mit einer anschließenden Absenkung der darüber liegenden Gesteinsschichten entstand. Mit einer Höhenlage um 230 m liegt es außerhalb des Überschwemmungsbereiches der Werra.
In der naturräumlichen Gliederung Deutschlands, die auf der Geografischen Landesaufnahme des Instituts für Landeskunde Bad Godesberg basiert, wird das Gebiet um den Säulingssee dem Berkaer Becken (359.12), einer Teileinheit des Salzungen-Herleshausener Werratal (359.1) im Salzunger Werrabergland (359) zugeordnet. Nordwestlich grenzen der Solztrottenwald (357.21) und südwestlich der Seulingswald (357.20) des Fulda-Werra-Berglands (357) an. Sie gehören alle zu der Haupteinheitengruppe des Osthessischen Berglands.

## Klima
Bedingt durch die Beckenlage und die hohe Bodenfeuchtigkeit gilt die Senke als ein Kältesee und wird durch ein kühles bis kaltfeuchtes Kleinklima bestimmt. Dieses bewirkt eine Verlängerung von Frostperioden, mit einem höheren Anteil von Früh- und Spätfrösten und eine Verkürzung der Vegetationszeit auf rund 250 Tage. Der durchschnittliche Jahresniederschlag liegt zwischen 600 und 650 mm und die Jahresdurchschnittstemperatur beträgt 8º C.

## Entstehung des Gebietes
Der Säulingssee liegt in einer in der Tertiärzeit entstandenen Senke im Unteren und Mittleren Buntsandstein. In dem wannenartigen Becken befand sich ursprünglich ein großer flacher See, der im Jahr 1934 endgültig trockengelegt wurde. Die Böden des ehemaligen Sees bestehen aus lehmigen bis sandigen Sedimenten. Im tiefer liegenden Südwestteil treten schlammige Seeablagerungen auf und in dem Bereich von Sickerwasseraustritten im nordwestlichen Teil befinden sich torfige Anmoorböden.
Erstmals, um 1155, wurde der See im „Codex Eberhardi“, ein von dem Mönch Eberhard angelegtes Verzeichnis der Besitztümer des Reichsklosters Fulda, als „Fischgut“ erwähnt. Am Anfang des 15. Jahrhunderts kamen der Seulingssee mit dem gleichnamigen Ort (heute Großensee) und „Cleinen Sehe“ (Kleinensee) unter die Verwaltung der hessischen Landgrafen. Kleinensee war in der damaligen Zeit ein boyneburgisches Gut der Linie Gerstungen-Kleinensee und lag als hessische Exklave im thüringisch-boyneburgischen Territorium, was bis 1562 zu häufigen Streitereien zwischen den beiden Landgrafschaften führte. In dieser Zeit wurde die heutige Landesgrenze durch eine Grenzversteinung festgelegt.
Nach alten Überlieferungen sollen einst so viele Karpfen und Hechte im See gewesen sein, dass Einwohner auch von der Fischerei leben konnten. Besondere Bedeutung erhielt der Fischreichtum, als die Burg Friedewald nach 1476 zum befestigten Jagdschloss umgebaut wurde. Der hessische Landgraf und seine Gäste verweilten jetzt längere Zeit dort, was vor allem in der Fastenzeit zu einem erhöhten Fischverzehr führte. Nachdem das Friedewalder Schloss 1762 im Siebenjährigen Krieg zerstört wurde und Fisch als Fastenspeise in der evangelischen Kirche nicht mehr so wichtig war wie zur Reformationszeit, verlor Fisch als unentbehrliche Nahrung an Bedeutung.
Ab 1760 wurde der See trockengelegt, um die Fläche landwirtschaftlich nutzen zu können. Der Suhlbach am Nordrand, der ursprünglich den See speiste, wurde verlegt, um sein Wasser an der Senke vorbeizuführen. Intensiviert wurde die Entwässerung in den 1930er Jahren durch die Anlage eines großen Entwässerungsgrabens sowie eines engen Drainagenetzes. Danach war eine Bewirtschaftung, auch mit Ackerbau, im gesamten Gebiet möglich. In den ersten Jahren sollen die Ernten überdurchschnittlich gut gewesen sein.
Nach dem Rückzug der Landwirtschaft, um 1960 bis 1970, wurden die Drainagen nicht mehr gepflegt und das Gebiet vernässte wieder stärker, was schließlich zur Flächenaufgabe führte. Nur die eher trockeneren östlichen Bereiche wurden nach Vorgabe der Naturschutzbehörde als Heuwiese oder Extensivweide noch genutzt. In der ersten Hälfte der 1980er Jahre begann die Rekultivierung des Feuchtgebietes durch die Anlage mehrerer Stillgewässerteiche. Einige haben eine Tiefe von über einem Meter und flache Ufer. Die Wasserstände schwanken hier im Laufe des Jahres stark, manche Wasserflächen trocknen auch während des Sommers aus. Im Rahmen eines umfangreichen Pflegeeinsatzes wurden im Winter 2004/2005 weitere neue Flachgewässer angelegt und alte Gewässer teilweise vergrößert. Bäume und Sträucher, die die Teiche beschattet hatten, wurden gerodet.

## Natur

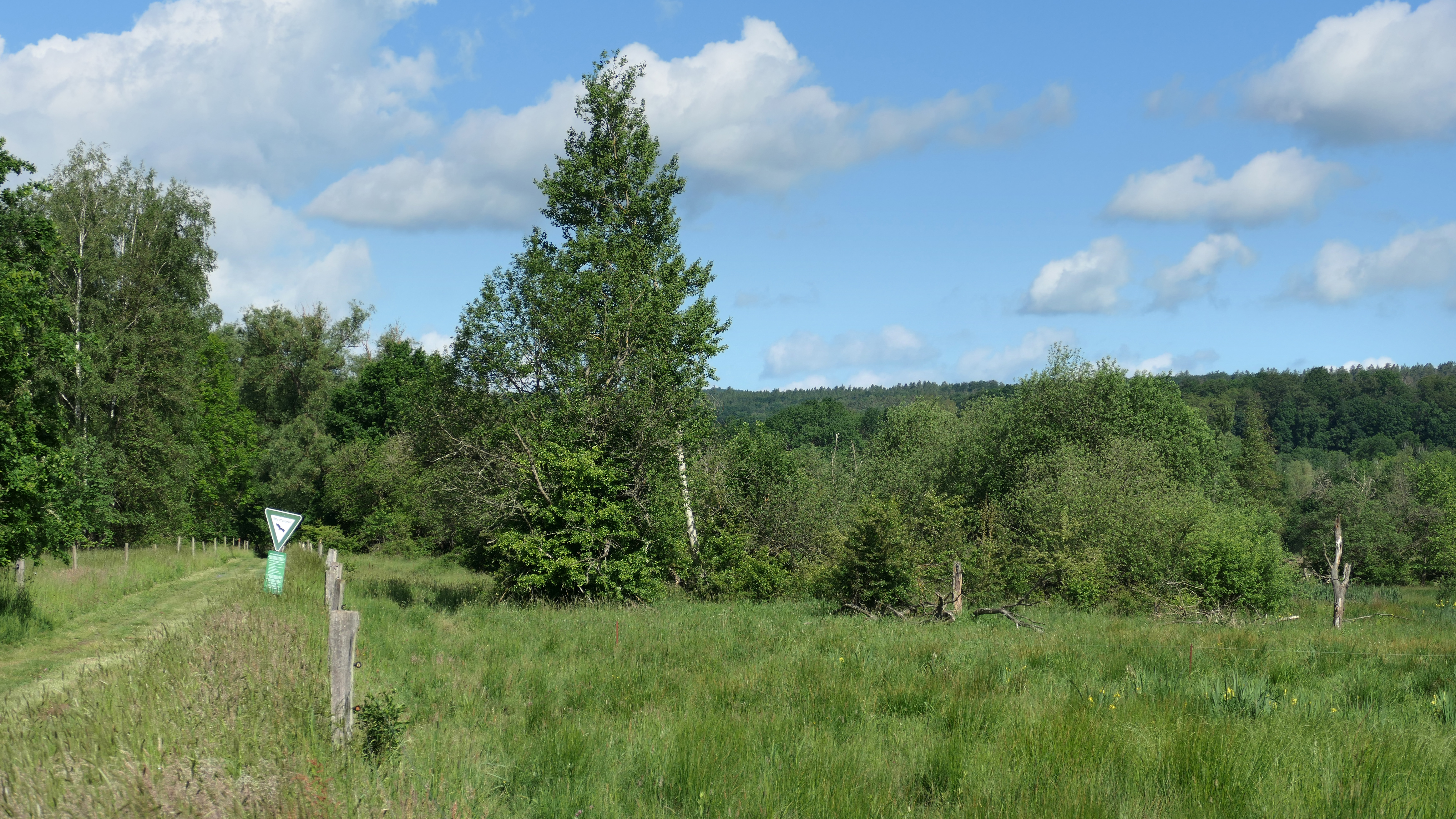
Der östliche Bereich des Schutzgebiets

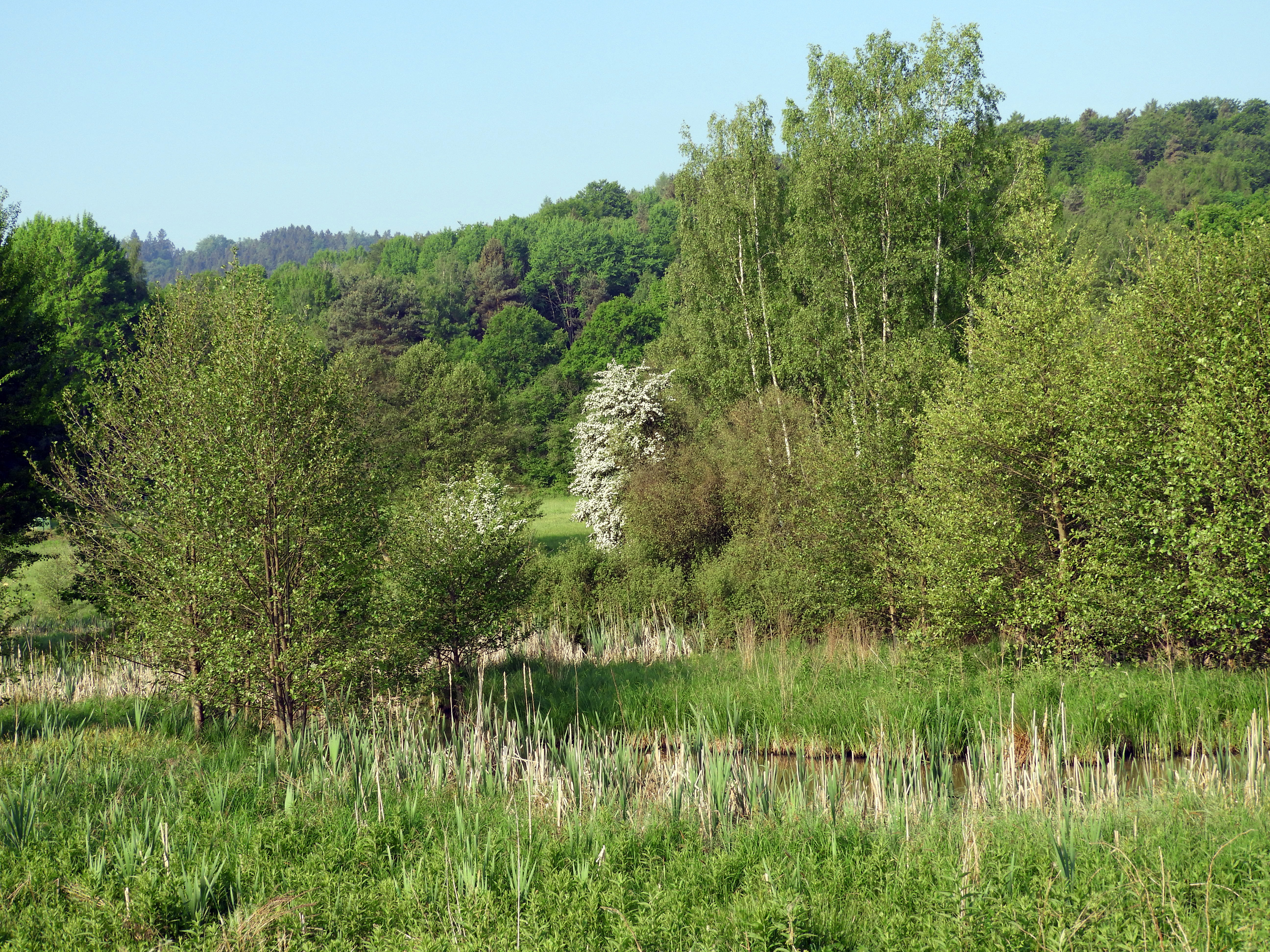
Stillgewässer mit Röhrichtsaum im Feuchtgrünland

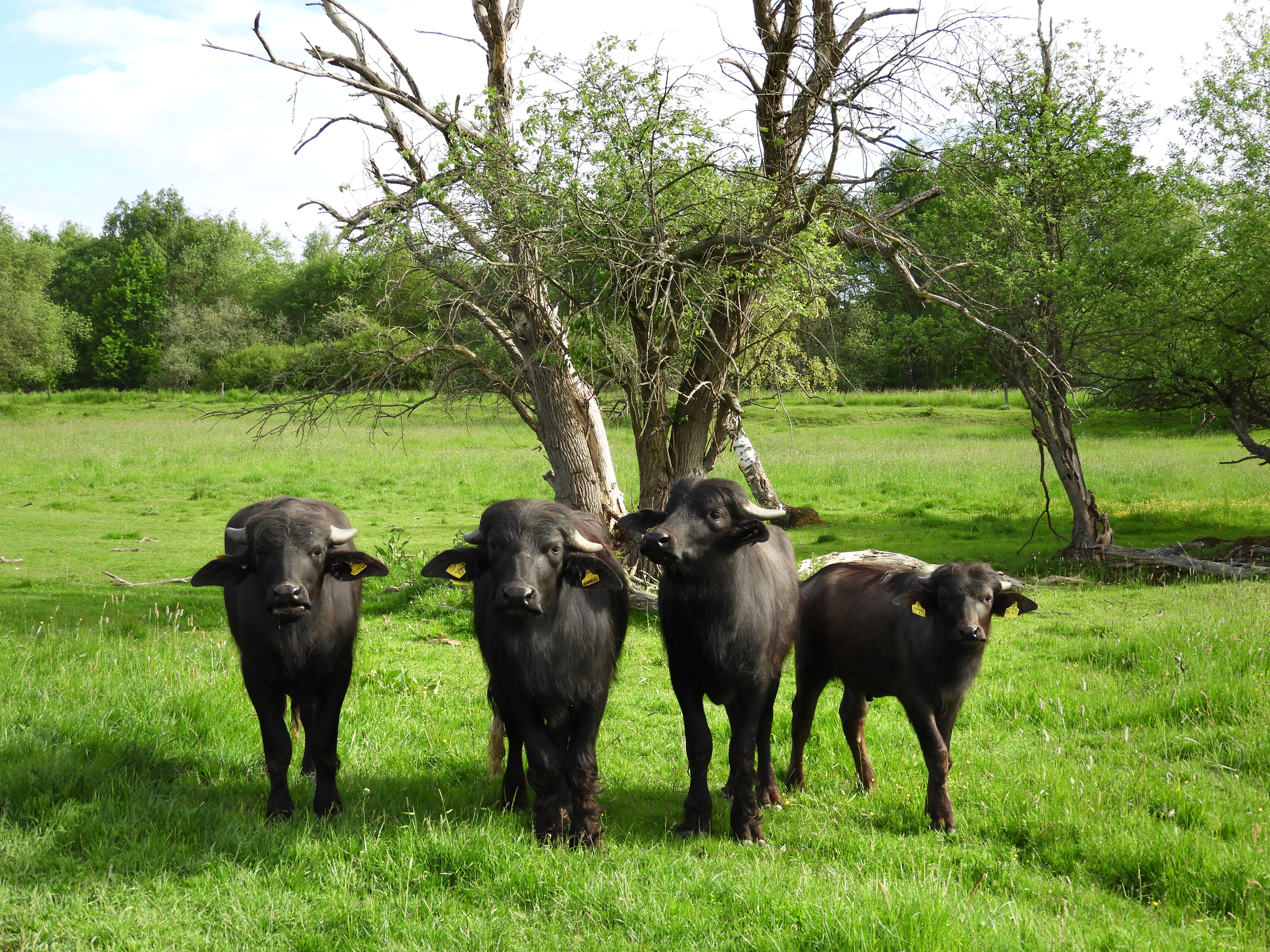
Durch ihr Verhalten sorgen die Wasserbüffel für eine Vielfalt an Kleinbiotopen und unterschiedlichen Vegetationstypen

Nach dem „Standard-Datenbogen für besondere Schutzgebiete“, der im April 1998 erstellt und im Februar 2015 aktualisiert wurde, sind die eutrophen Flachgewässer als Habitat für hochgradig gefährdete Wasserpflanzenarten von bundesweiter Bedeutung. Als Besonderheiten wachsen hier in einem verlandenden Teich neben anderen die stark gefährdeten Arten Pillenfarn und Wasserfeder. Weitere charakteristische Arten dieses Standortes sind Wassermoose und Schild-Hahnenfuß. In einigen Flachgewässern haben sich ausgedehnte Laichkrautgürtel entwickelt.
Die Gesamtergebnisse der zoologischen Untersuchungen zeigten, dass das Schutzgebiet auch eine hohe regionale und überregionale Bedeutung für den faunistischen Artenschutz besitzt. Die verschiedenen Stillgewässer gelten als ideale Lebensräume für Amphibien. In den Tümpeln laichen und verbringen ihre an das Wasser gebundene Entwicklungsphase Erdkröten, Laub- Grün- und Grasfrösche sowie Kamm-, Berg- und Teichmolche.
In einem relativ klaren, besonnten und wasserpflanzenreichen Gewässer wurde eine große Population der gefährdeten Moderlieschen nachgewiesen. Diese Kleinfischart bildet die Nahrungsgrundlage für die Rote-Liste-Arten Zwergtaucher und Eisvogel, der das Gebiet zur Jagd aufsucht. Die Übergangszonen mit Röhricht, Bäumen und Gehölzen bieten weiteren Vogelarten Brutstätten und Nahrungsbiotope. Mitglieder des Naturschutzbundes Deutschland (NABU) in Heringen haben die Beobachtungsdaten aus den Jahren 2008 bis 2013 ausgewertet und danach kamen in dem Gebiet des Säulingssees folgende in ihrem Bestand gefährdete Vogelarten vor: Bei den Brutvögeln Bekassine, Blaukehlchen, Braunkehlchen, Feldschwirl, Krick- und Reiherente, Neuntöter, Rohrammer, Rohrschwirl, Teichrohrsänger und Wasserralle. Von den Zug- und Rastvögeln waren Bruchwasserläufer, Graugans, Knäkente, Rot- und Schwarzmilan, Silberreiher, Tafelente, Waldwasserläufer und Weißstorch vertreten.
Seit 2006 grasen Wasserbüffel auf der nordöstlichen Gebietsfläche. Durch die extensive Abweidung der Hochstaudenfluren und den Verbiss der Gehölze sollen die Verschattungs- und die Verlandungsprozesse der Gewässer aufgehalten werden. Der naturnahe Weidebetrieb hat das Ziel, die offene Landschaft mit den vielfältigen Kleinstrukturen in den Feuchtbiotopen zu erhalten.

## Unterschutzstellung
- Naturschutzgebiet

Mit Verordnung vom 1. März 1984 der Bezirksdirektion für Forsten und Naturschutz beim Regierungspräsidium in Kassel wurde das Gebiet des Säulingssees zum Naturschutzgebiet erklärt. Mit der Unterschutzstellung wollte man die Hochstaudenfluren, Feuchtwiesen und Gräben als Lebensraum zahlreicher Amphibien- und Vogelarten erhalten und sichern. Auch sollte der Bereich als ein Standort von gefährdeten, im Rückzug begriffenen Pflanzengesellschaften geschützt werden. Über die Musterverordnung hinaus war die landwirtschaftliche Bodennutzung im bisherigen Umfang und in der bisherigen Art gestattet und auch das Aufsuchen der Beobachtungsbohrung durch die Kali und Salz AG war von den Verboten ausgenommen. Das Naturschutzgebiet besitzt eine Größe von rund 21,5 Hektar, hat die nationale Kennung 1632008 und den WDPA-Code 165337.
- Fauna-Flora-Habitat-Gebiet

Im Rahmen der Flora-Fauna-Habitat-Richtlinie ist der „Säulingssee“ im Jahr 2002 vom Land Hessen der EU-Kommission für das europaweite Netz besonderer Schutzgebiete Natura 2000 gemeldet worden. Natura 2000 hat die Förderung der biologischen Vielfalt zum Ziel und will einen günstigen Zustand der natürlichen Biotope bewahren oder wiederherzustellen. Ausschlaggebend für die Ausweisung zum FFH-Gebiet war der Lebensraumtyp 3150 „Natürliche eutrophe Seen mit ihrer Sumpf- und Wasserpflanzenvegetation“ sowie das Vorkommen von Gelbbauchunke und Kammmolch. Die rechtliche Sicherung erfolgte im Januar 2008 mit der „Verordnung über Natura 2000-Gebiete in Hessen“. Das FFH-Gebiet, das die gleiche Größe und die gleichen Grenzen wie das Naturschutzgebiet besitzt, hat die Gebietsnummer 5025-302 und den WDPA-Code 555520376.
- Benachbarte Schutzgebiete

Im Norden und Westen grenzt an den Säulingssee das thüringische EU-Vogelschutzgebiet 5127-401 „Werra-Aue zwischen Breitungen und Creuzburg“, das zahlreichen gefährdeten Vogelarten auentypische Lebensräume bietet. Mit den nahe gelegenen hessischen Naturschutz- und FFH-Gebieten „Rhäden bei Obersuhl und Bosserode“, „Obersuhler Aue“ und „Rohrlache von Heringen“ und dem FFH-Gebiet „Werra zwischen Philippsthal und Herleshausen“ bildet der Säulingssee einen wichtigen Trittstein in dem Natura-2000-Schutzgebietsnetz. Zu dem System von naturnahen Auenbiotopen im Mittleren Werratal gehören auch die thüringischen Naturschutzgebiete „Alte Werra“, „Werraaue bei Berka und Untersuhl“ und „Rohrlache zwischen Dippach und Dankmarshausen“, die ebenfalls durch Wasserflächen und Feuchtbiotope geprägt werden. Sie gelten als bedeutender Teil eines Biotopverbundes entlang des „Grünen Bandes“ an der ehemaligen innerdeutschen Grenze. Das mit der Entscheidung des Thüringer Landtages vom 9. November 2018 zum Nationalen Naturmonument erklärte Naturschutzgroßprojekt verbindet zahlreiche seltene Lebensräume und soll zur Erhaltung der biologischen Vielfalt in Deutschland und in der Region beitragen.

## Besucherhinweis

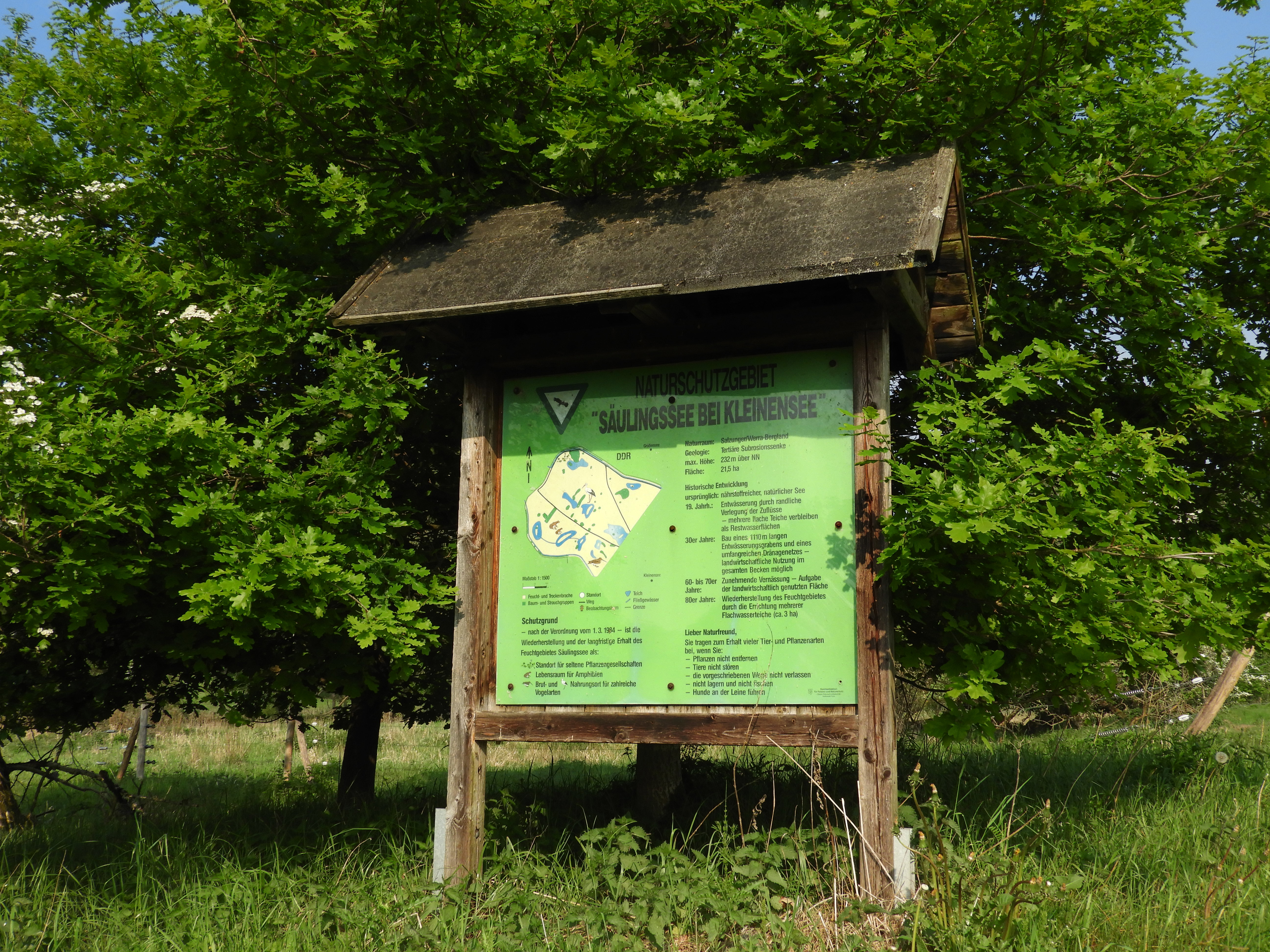
Hinweistafel am Rundweg im Schutzgebiet

Das Schutzgebiet ist von Kleinensee aus mit einem grasbewachsenen Rundweg erschlossen. Er beginnt und endet in der Nähe des Sportplatzes am westlichen Ortsrand. An der östlichen Grenze informieren Hinweistafeln über den Bereich. In unmittelbarer Nähe befindet sich die „Gedenkstätte zur Deutschen Teilung Kleinensee-Großensee“ mit Resten der einstigen Grenzsperranlage.